# Mendele Mocher Sforim
Mendele Mocher Sforim (také Sfarim, v jidiš מענדעלע מוכר ספֿרים, Mendele Mojcher Sforim) „prodavač knih Mendele“ (2. ledna 1836 — 8. prosince 1917), byl pseudonym Šolema Abramoviče, (rusky Соломон Моисеевич Абрамович), židovského spisovatele a jednoho ze zakladatelů moderní jidiš a hebrejsky psané literatury.

## Mládí
Mendele se narodil v chudé rodině v Kopylu nedaleko Minsku. Jeho otec Chajim Mojše Brojde zemřel krátce po Mendelově bar micva. Mendele studoval v ješivě ve Slucku a ve Vilně do věku 17 let; během tohoto času byl stolovník v tradičním systému Teg-Essen a často hladověl.
Mendele potom hodně cestoval po Bělorusku, Ukrajině a Litvě (takzvané „pásmo usídlení“, kde carská vláda dovolovala Židům bydlet), ve společnosti žebráka Avremla Chromého, který se stal později předlohou pro postavu nazvanou Fischke der Krumer, „Kulhavý Fiške“). V roce 1854 se Mendele usadil v Podolském Kamenci, kde poznal spisovatele a básníka Avroma Gotlobera, jenž ho seznámil se sekulární kulturou, filozofií, literaturou a historií a učil ho ruštinu a další jazyky.

## Literární počátky
Jeho první povídka Písmeno ve výchově vyšla r. 1857 v prvních hebrejských novinách Ha-magid, kterou dal Gotlober otisknout bez Mendelova vědomí. V Berdičevu na Ukrajině, kde žil v letech 1858–1869, publikoval povídky jak hebrejsky, tak v jidiš. Protože svou satirou urazil místní mocné, opustil Berdičev a odjel do Žitomiru, kde byl v letech 1869–1881 rabínem v relativně teologicky liberální, vládou podporované rabínské škole. Od roku 1881 řídil tradiční židovskou školu Talmud Tora) v Oděse, ve které žil až do své smrti v roce 1917.

## „Otec jidiš literatury“
Mendele původně psal hebrejsky, kde i tvořil nová slova, ale nakonec přešel do jidiš, aby rozšířil své čtenářstvo. Stejně jako Šolem Alejchem, používal pseudonym, protože tehdy bylo psaní v tomto lidovém jazyce ghetta bráno jako „neseriozní“. Ale jeho styl, jak v hebrejštině, tak v jidiš, silně ovlivnil několik následujících generací spisovatelů obou těchto literatur.
Napsal řadu kratších románů. K jeho nejznámělším knihám patří satira na hospodářské poměry ve štetlu „Di takse“ (Dávky), dále „Kulhavý Fiške“, „Kobyla“ (satirická alegorie židovských dějin) a „Putování Benjamina Třetího“ (židovský Don Quijote).

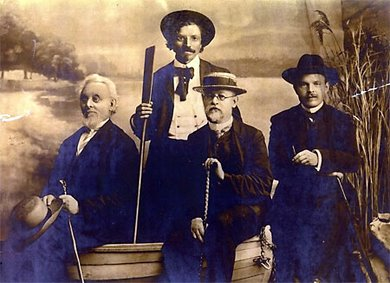
Mendele M. S., Šolem Alejchem, Mordechaj Ben Ami, Chajim Nachman Bialik, Oděsa 1910

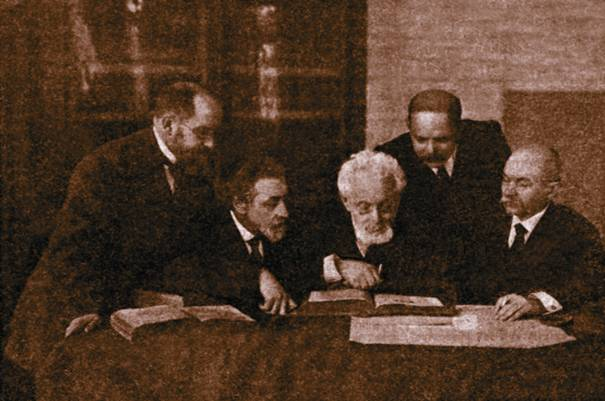
Oděsa 1916

### Z díla
- Trocha rozinek a mandlí. Výbor z jidiš povídek. Překlad Jakub Markovič. Praha 1996. ISBN 80-7203-016-7 (povídka Tele)